# Royal Latem Golf Club
Le Royal Latem Golf Club, fondé en 1909, est un parcours de golf situé en Belgique, à Laethem-Saint-Martin, dans la province de Flandre-Orientale.
Il reçut la note de 15/20 dans l'edition 2008/2009 du Peugeot Golf Guide.